# تساراهوننانا
تساراهوننانا (به لاتین: Tsarahonenana) یک منطقهٔ مسکونی در ماداگاسکار است که در بفندریانا-نورد واقع شده‌است. تساراهوننانا ۱۷٬۰۰۰ نفر جمعیت دارد و ۳۱۴ متر بالاتر از سطح دریا واقع شده‌است.